# Campeonato Mundial de Triatlón de 1991
El III Campeonato Mundial de Triatlón se celebró en Gold Coast (Australia) el 13 de octubre de 1991 bajo la organización de la Unión Internacional de Triatlón (ITU) y la Federación de Australiana Triatlón.

## Resultados
| Evento    | Oro                     | Plata                    | Bronce                    |
| --------- | ----------------------- | ------------------------ | ------------------------- |
| Masculino | Miles Stewart Australia | Rick Wells Nueva Zelanda | Mike Pigg Estados Unidos  |
| Femenino  | Joanne Ritchie · Canadá | Terri Smith · Canadá     | Michellie Jones Australia |

### Masculino
| Puesto            | Triatleta     | País           |       |       |       | Final   |
| ----------------- | ------------- | -------------- | ----- | ----- | ----- | ------- |
| Medalla de oro    | Miles Stewart | Australia      | 19:20 | 55:25 | 33:34 | 1:48:20 |
| Medalla de plata  | Rick Wells    | Nueva Zelanda  | 18:48 | 55:59 | 33:35 | 1:48:22 |
| Medalla de bronce | Mike Pigg     | Estados Unidos | 19:33 | 55:11 | 33:37 | 1:48:22 |

### Femenino
| Puesto            | Triatleta       | País      |       |         |       | Final   |
| ----------------- | --------------- | --------- | ----- | ------- | ----- | ------- |
| Medalla de oro    | Joanne Ritchie  | Canadá    | 21:58 | 1:02:09 | 37:56 | 2:02:04 |
| Medalla de plata  | Terri Smith     | Canadá    | 22:27 | 1:02:58 | 36:46 | 2:02:11 |
| Medalla de bronce | Michellie Jones | Australia | 22:06 | 1:03:28 | 37:16 | 2:02:50 |

## Medallero
| Núm. | País           | Oro | Plata | Bronce | Total |
| ---- | -------------- | --- | ----- | ------ | ----- |
| 1    | Canadá         | 1   | 1     | 0      | 2     |
| 2    | Australia      | 1   | 0     | 1      | 2     |
| 3    | Nueva Zelanda  | 0   | 1     | 0      | 1     |
| 4    | Estados Unidos | 0   | 0     | 1      | 1     |
|      | TOTAL          | 2   | 2     | 2      | 6     |